# Vallée de la Loire du Loiret
Vallée de la Loire du Loiret este o arie protejată (arie de protecție specială avifaunistică — SPA) din Franța întinsă pe o suprafață de 7.684 ha, integral pe uscat.

## Localizare
Centrul sitului Vallée de la Loire du Loiret este situat la coordonatele 47°48′57″N 2°17′12″E / 47.81583°N 2.28667°E.

## Înființare
Situl Vallée de la Loire du Loiret a fost declarat arie de protecție specială avifaunistică în baza directivei 79/409 din 1979 referitoare la conservarea păsărilor sălbatice pentru a proteja 41 de specii de animale.

## Biodiversitate
Situată în ecoregiunea atlantică, aria protejată nu include niciun habitat protejat.
La baza desemnării sitului se află mai multe specii protejate de  păsări (41): pescăruș albastru (Alcedo atthis), rață lingurar (Anas clypeata), rață pitică (Anas crecca), rață fluierătoare (Anas penelope), rață mare (Anas platyrhynchos), rață pestriță (Anas strepera), stârc cenușiu (Ardea cinerea), rață-cu-cap-castaniu (Aythya ferina), rața moțată (Aythya fuligula), pasărea ogorului (Burhinus oedicnemus), chirighiță-cu-obraz-alb (Chlidonias hybridus), chirighiță neagră (Chlidonias niger), barză albă (Ciconia ciconia), erete vânăt (Circus cyaneus), lebădă de vară (Cygnus olor), ciocănitoare neagră (Dryocopus martius), egretă albă (Egretta alba), egretă mică (Egretta garzetta), piciorong (Himantopus himantopus), sfrâncioc roșiatic (Lanius collurio), pescăruș sur (Larus canus), pescăruș-cu-cap-negru (Larus melanocephalus), Larus michahellis, pescăruș râzător (Larus ridibundus), sitar de mal nordic (Limosa lapponica), ciocârlie de pădure (Lullula arborea), gușă albastră (Luscinia svecica), ferestraș mic (Mergus albellus), ferestrașul mare (Mergus merganser), gaia neagră (Milvus migrans), stârc de noapte (Nycticorax nycticorax), vultur pescar (Pandion haliaetus), viespar (Pernis apivorus), Phalacrocorax carbo sinensis, bătăuș (Philomachus pugnax), ploier auriu (Pluvialis apricaria), ciocântors (Recurvirostra avosetta), chiră mică (Sterna albifrons), chiră de baltă (Sterna hirundo), fluierar de mlaștină (Tringa glareola), nagâț (Vanellus vanellus).